# Sloeproeien

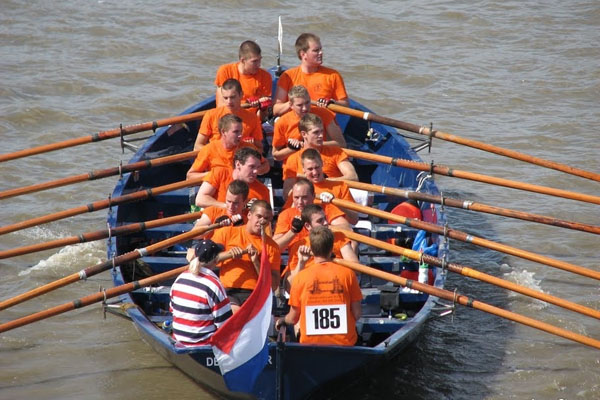
Sloeproeiende adelborsten van het Koninklijk Instituut voor de Marine

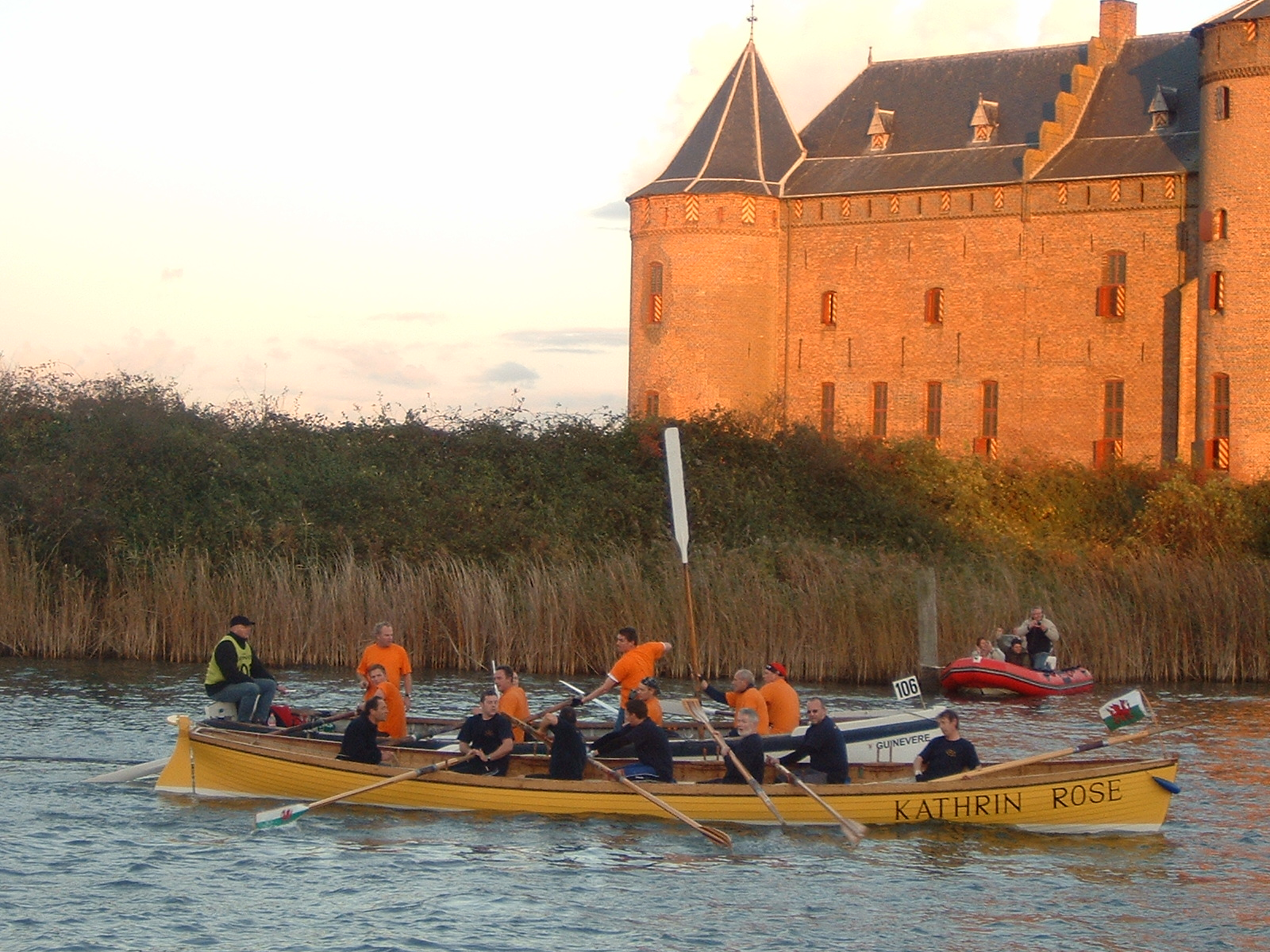
Wedstrijd Muiden-Pampus-Muiden

Sloeproeien is een tak van de roeisport die gebruik maakt van sloepen die oorspronkelijk dienstdeden als reddingsboot van een zeeschip of als walvisjager. Er worden ook roeisloepen speciaal voor wedstrijden gebouwd. Er zijn boten voor 6, 8, 10, 12, en 14 roeiers.
De sport wordt in Nederland veel beoefend, er waren in 2014 ongeveer 250 sloepen die regelmatig aan een van de circa 20 wedstrijden deelnemen. Er zijn ook wedstrijden in België, Groot-Brittannië, Duitsland, Frankrijk, Verenigde Staten, Finland en Italië.

## Sloeproeiwedstrijden
De FSN (Federatie Sloeproeien Nederland) organiseert het Nederlands kampioenschap. Op de kalender staan diverse soorten wedstrijden, waaronder lange-afstandswedstrijden en grachtenraces. Wedstrijden worden geroeid middels een handicapsysteem waarbij op basis van geleverd vermogen per roeier (wattage) een uitslag wordt berekend.
De koninginneraces van het jaar zijn de Harlingen-Terschelling Roeirace over een afstand van circa 34 km en de Grachtenrace Amsterdam, een race van circa 24 km dwars door het centrum van Amsterdam. Daarnaast zijn er tientallen wedstrijden tussen maart en november, en roeien veel sloepen mee in het klassement van de Federatie Sloeproeien Nederland. De laatste wedstrijd van het seizoen is Muiden-Pampus-Muiden.